# Valdepeñas de Jaén
Valdepeñas de Jaén est une ville située dans la province de Jaén, en Espagne. En 2005, elle comptait 4 315 habitants.